# アマリ・ウォーターゲート・ホテル

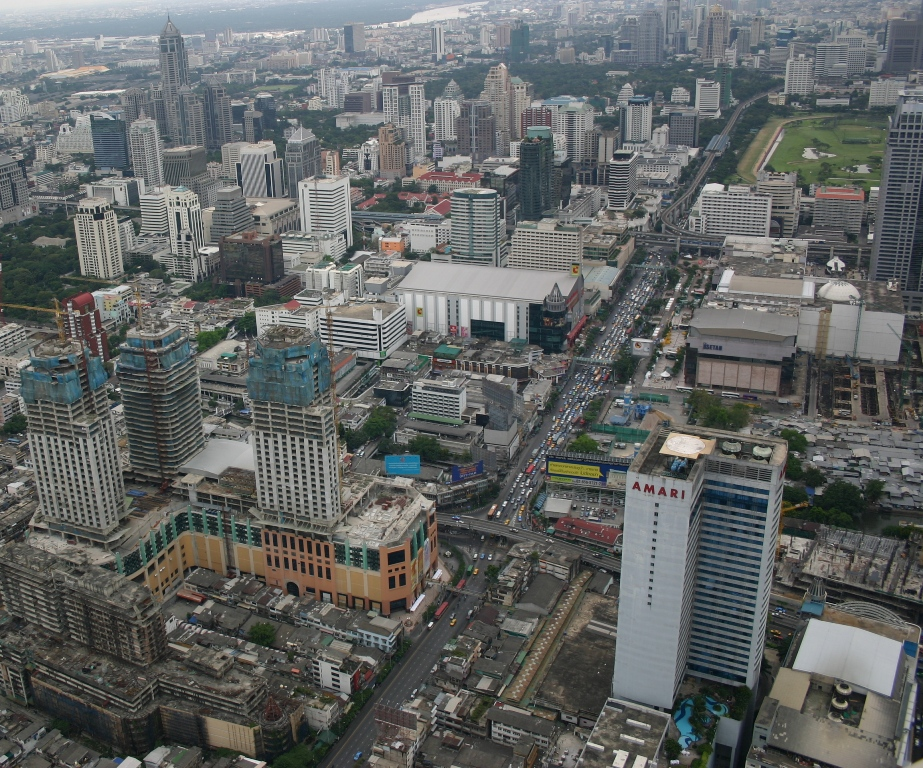
右下の「AMARI」と表示されている高層ビルがアマリ・ウォーターゲート・ホテル。その後方のビルはバンコク伊勢丹

アマリ・ウォーターゲート・ホテル(Amari Watergate Hotel & Spa)は、タイの首都であるバンコク・ラーチャテーウィー区にある高級ホテル。

## 特徴
洋服などを扱う露店が並ぶプラトゥーナム市場の一角にあるホテル。ロビーは4フロア吹き抜けである。ペッブリー通り沿いにある。
客室は広く、一番下のグレードであるスーペリアで約40平方メートルあり、全室ともシャワーとバスタブが独立している。
バンコク伊勢丹へはホテルから徒歩約5分で行くことができるため買い物には便利だが、最寄り駅であるバンコク・スカイトレインのチットロム駅(Chit Lom、ชิดลม)へは徒歩で約15分かかるため街歩きにはやや不便である。
1994年開業、569室。

## 設備
- グラッピーノ(Grappino)　イタリア料理
- タイ・オン・フォー(Thai on 4)　タイ料理
- 聘珍樓(Heichinrou)　横浜中華街に本店を置く中華料理店のバンコク支店
- ザ・プロムナード(The Promenade)　ビュッフェ
- ヘンリー J.ビーンズ バー&グリル(Henry J.Bean's Bar and Grill)　バー
- シヴァラ スパ(The Sivara Spa)　スパ
- プール　屋外に1か所

など